# Fernando Boldrin
Fernando Henrique Boldrin (Cravinhos, 23 febbraio 1989) è un calciatore brasiliano, centrocampista svincolato.

## Caratteristiche tecniche
È un trequartista.

## Carriera
È cresciuto nelle giovanili del São Carlos.

## Statistiche

### Presenze e reti nei club
Statistiche aggiornate al 30 gennaio 2017.
| Stagione             | Squadra              | Campionato           | Campionato | Campionato | Coppe nazionali | Coppe nazionali | Coppe nazionali | Coppe continentali | Coppe continentali | Coppe continentali | Altre coppe | Altre coppe | Altre coppe | Totale | Totale | Totale |
| Stagione             | Squadra              | Comp                 | Pres       | Reti       | Comp            | Pres            | Reti            | Comp               | Pres               | Reti               | Comp        | Pres        | Reti        | Pres   | Reti   |        |
| -------------------- | -------------------- | -------------------- | ---------- | ---------- | --------------- | --------------- | --------------- | ------------------ | ------------------ | ------------------ | ----------- | ----------- | ----------- | ------ | ------ | ------ |
| 2006-2007            | Slovan Liberec       | 1L                   | 6          | 0          | CRC             | 0               | 0               |                    | -                  | -                  |             | -           | -           | 6      | 0      |        |
| 2012                 | Guaratinguetá        | A1/SP+B              | 8+4        | 1+0        | CB              | 0               | 0               |                    | -                  | -                  |             | -           | -           | 12     | 1      |        |
| 2013                 | Arapongas            | A1/PR                | 15         | 2          | CB              | 2               | 0               |                    | -                  | -                  |             | -           | -           | 17     | 2      |        |
| 2014                 | Velo Clube           | A2/SP                | 17         | 1          | CB              | 0               | 0               |                    | -                  | -                  |             | -           | -           | 17     | 1      |        |
| 2014-2015            | Concordia Chiajna    | L1                   | 32         | 6          | CR+CdL          | 0+1             | 0               |                    | -                  | -                  |             | -           | -           | 33     | 6      |        |
| 2015-2016            | Astra Giurgiu        | L1                   | 32         | 5          | CR+CdL          | 1+3             | 0               | UEL                | 6                  | 2                  |             | -           | -           | 42     | 7      |        |
| ago. 2016            | Astra Giurgiu        | L1                   | 3          | 1          | CR+CdL          | 0               | 0               | UCL                | 2                  | 0                  | SR          | 1           | 0           | 6      | 1      |        |
| Totale Astra Giurgiu | Totale Astra Giurgiu | Totale Astra Giurgiu | 35         | 6          |                 | 4               | 0               |                    | 8                  | 2                  |             | 1           | 0           | 48     | 8      |        |
| 2016-2017            | FCSB                 | L1                   | 30         | 8          | CR+CdL          | 1+2             | 0               | UEL                | 6                  | 0                  |             | -           | -           | 39     | 8      |        |
| 2017-2018            | Kayserispor          | SL                   | 18         | 1          | CT              | 7               | 1               |                    | -                  | -                  |             | -           | -           | 25     | 2      |        |
| Totale carriera      | Totale carriera      | Totale carriera      | 165+       | 25+        |                 | 17+             | 1+              |                    | 14                 | 2                  |             | 1           | 0           | 197+   | 28+    |        |

## Palmarès
- Campionato rumeno: 1

Astra Giurgiu: 2015-2016
- Supercoppa di Romania: 1

Astra Giurgiu: 2016
- TFF 1. Lig: 1

Samsunspor: 2022-2023